# International Computers Limited

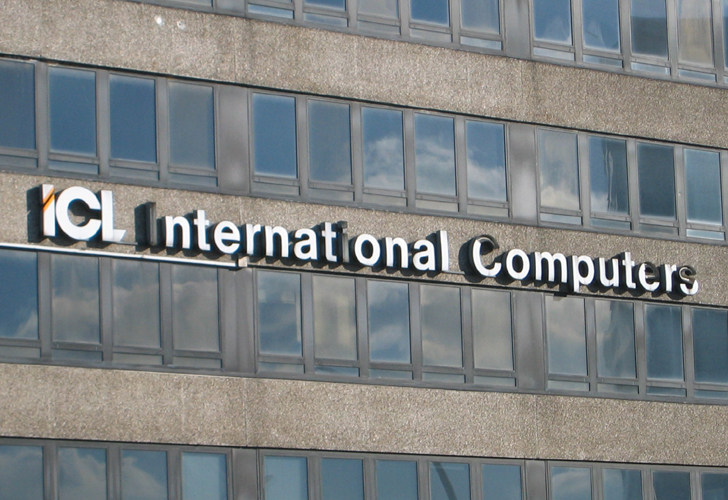

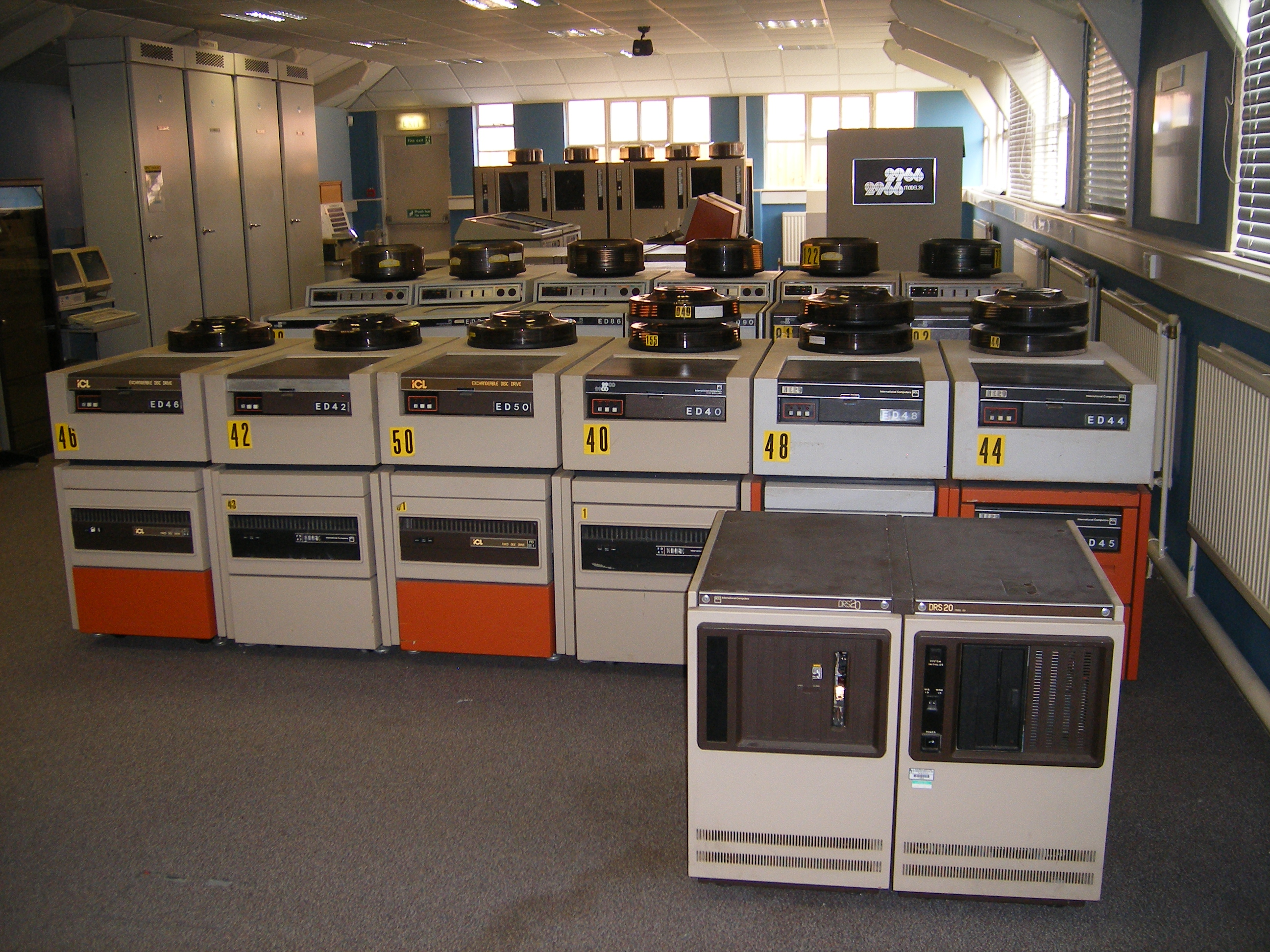
Компьютер ICL 2966

International Computers Limited или ICL — британская компания по производству мейнфреймов, компьютерного оборудования, программного обеспечения и компьютерных услуг работавшая с 1968 по 2002. Производила серию ЕОМ ICL 2900.
Компания создана во время руководства правительством Гарольда Вильсона.
«EEC System 4», ряд клонов IBM System/360 совместимых мэйнфреймов. К ICL также перешла обширный объём заказов от EEC, в то время как большая ICT боролась за выживание — возможно потому, что серия 1900 имела несовместимую с другими системами архитектуру, основанную на 24 разрядном слове и 6-битном символе, а не 8-битном байте, который становился нормой в компьютерной промышленности.
Новое руководство решило, что производство ICT 1900 должно быть прекращено в пользу System 4, но вскоре после этого отменило решение, вероятно, из-за давления со стороны правительства Вильсона. В целом, продолжение выпуска ICT 1900 негативно сказалось на положении ICL, поскольку большинство пользователей мейнфреймов ICL находились в Великобритании.
Мейнфреймы ICL эксплуатировались в Великобритании, в других европейских странах, а также в бывших британских колониях. На конец 1990-х годов компания пыталась распространять новые системы в большинстве стран Европейского Союза, а также в Малайзии, Гонконге и Сингапуре.
В 1991 году ICL и Казанское производственное объединение вычислительных систем создали совместное предприятие ICL-КПО ВС.
В 1998 году компанию приобрела компания Fujitsu, с 2002 года она выпускает компьютеры под брендом Fujitsu.

## Используемые операционные системы
- GEORGE
- VME
- DME
- TME

## Интересные факты
Компьютеры системы ICL также производились для СССР.